# 第4次沖縄抗争
第4次沖縄抗争（だいよじおきなわこうそう）とは、1973年（昭和48年）から1981年（昭和56年）7月までに起こった、沖縄県の旭琉会と、上原組を応援した三代目山口組の抗争事件。旭琉会の理事であった上原組・上原勇吉組長を同会が謹慎処分としたことから勃発した。

## 経緯
沖縄から本土に渡った神里恵男は、1968年（昭和43年）頃に山口組系小西一家・小西音松総長の舎弟となる。これを受けて神里は尼崎市で親琉会を結成、翌年には親琉会沖縄支部・国琉会を作り、国仲寛一を支部長に据えた。だが、間も無く国琉会は琉球警察の手入れによって解散、山口組の沖縄進出は一旦頓挫する。これと相前後して1969年（昭和44年）12月、沖縄の暴力団を二分していた『山原派』と『沖縄派』が合併、旭琉会の前身にあたる『沖縄連合琉球会』が結成された。
本土復帰後の1973年（昭和48年）に山口組若頭補佐・小田秀臣と山口組織田組・織田譲二組長は東亜友愛事業組合との交渉の末、東亜友愛事業組合沖縄支部（宜保俊夫支部長）を山口組直系として沖縄への再進出を果たす。そんなさなか、旭琉会理事・上原勇吉が謹慎処分を受け、これが一連の抗争の伏線となる。
1974年（昭和49年）9月、旭琉会幹部は、那覇市のバーで上原勇吉の実弟に会ったものの、旭琉会幹部に対して上原の実弟が挨拶をしなかったことから喧嘩が発生。翌日に旭琉会側が上原組組員7人を拉致し、激しい暴行を加えた。これに対し同年10月24日、上原組組員・日島稔ら2人が、宜野湾市のクラブで旭琉会理事長・新城喜文を射殺。同年12月9日には旭琉会組員が、上原組幹部・山城長栄を刺殺し崖から投げ捨てた。
1975年（昭和50年）2月、旭琉会組員・友寄倉茂ら7名が、上原組組員の仲宗根隆・嘉陽宗和・前川朝春を拉致。旭琉会・仲本善忠会長は友寄らに拉致した三人の殺害を指示し、2月14日に友寄らは三人を国頭村の山中に連行。その場で三人に2メートルの深さの穴を掘らせ、三人を穴の中に入れさせた上でコルト45口径とコルト22口径の拳銃で射殺した。三人のうち嘉陽は瀕死の重傷を負ったものの穴から這い出したが、友寄らに短刀で何度も刺された挙句にこめかみを拳銃で撃たれて絶命した。このリンチに対する報復として、上原組側は同年12月9日、仲宗根の実弟も参加して配下の組員にバイクで土佐犬の散歩中の旭琉会理事長・又吉世喜を車で追跡、拳銃で又吉を射殺した。
ここに至り山口組は、沖縄進出に本腰を入れ始める。翌1976年（昭和51年）に、山口組若頭補佐・大平一雄は、東亜友愛事業組合の仲本正弘・仲本正秀兄弟、大平組舎弟頭・古川真澄の養子とし、古川は沖縄県で「琉真会」を発足。更に同年12月には、上原勇吉の実弟・上原秀吉が大平一雄の舎弟となり、上原組に琉真会＝山口組が加わる。
1976年（昭和51年）9月までに、沖縄県警察は旭琉會会長である仲本善忠を、1975年に行われた殺人、死体遺棄の容疑で指名手配。仲本は逃走したが同年10月1日、逃走先の大阪市内で逮捕された。
1977年（昭和52年）新春に琉真会の組員が旭琉会組員を捕らえて暴行を加えると旭琉会側は、同年5月13日に仲本正弘のボディガード2人を拳銃で銃撃、5月15日には旭琉会組員が上原秀吉の乗った車を銃撃、5月18日には上原組組員2人を拳銃で銃撃し1人を即死させもう1人に重傷を負わせるなど報復行動に打って出た。
本土の暴力団も巻き込む事態に沖縄県警は、同年3月に「旭琉会対上原組・琉真会対立抗争事件取締本部」を設置。同年5月19日には応援に行かせた大平組組員24人を空港で機動隊に包囲させ水際で阻止している。それでも8月11日に琉真会アジトが3階に入るビルを旭琉会組員が襲撃、警戒中の機動隊員1人を射殺し、アジトに手榴弾を投げ込み逃走した。
このため1977年（昭和52年）9月に当時の警察庁長官・浅沼清太郎が山口組壊滅作戦を指示、警察の全国的な暴力団殲滅体制に抗争どころではなくなってき、旭琉会側も仲本善忠会長が前述の国頭村での殺人死体遺棄事件で逮捕・無期懲役となり会長・理事長が不在となったこともあってか抗争は下火となり、1981年（昭和56年）7月に山口組二代目吉川組・野上哲男組長、二代目旭琉会・多和田真山、澄田組二代目藤井組・橋本実組長の三者が五分の兄弟分となり、旭琉会と山口組の抗争は一応の終結を見た。
琉真会は古川組の傘下として尼崎市で存続しているが、山口組の分裂に伴い任侠団体山口組を経て山口組司興業へ移籍している。
無期懲役となっていた仲本善忠は、2019年頃に約90歳で獄死した。

## 映画化
- 『沖縄やくざ戦争』 1976年（昭和51年） 東映、監督：中島貞夫、主演：松方弘樹・千葉真一
- 『海燕ジョーの奇跡』 1984年（昭和59年） 松竹、監督：藤田敏八、主演：時任三郎

## 関連書籍
- 佐木隆三 『組長狙撃　海燕ジョーの奇跡　隣りの殺人者5』 小学館＜小学館文庫＞、2000年、ISBN 4094037055